# Carl Wernicke (Lehrer)
Carl  August Theodor Wernicke (* 16. September 1813 in Berlin; † 1872 ebenda) war ein deutscher Lehrer und Autor von Schulbüchern.

## Leben
Carl Wernicke besuchte das Friedrich-Wilhelms-Gymnasium in Berlin und studierte anschließend evangelische Theologie an der Universität Berlin. Am 28. Februar 1834 legte er die Lehramtsprüfung ab. Anschließend arbeitete er zwei Jahre lang an der höheren Knabenschule in Driesen, ab Ostern 1836 an der Elisabethschule in Berlin, einer Mädchenschule, wo er 1847 Oberlehrer wurde. Er unterrichtete die Fächer Religion, Deutsch, Rechnen, Geschichte und Geographie. Aus Krankheitsgründen trat er zum 1. April 1871 in den vorzeitigen Ruhestand und starb im folgenden Jahr.
Bekannt wurde er als Autor von Schulbüchern, insbesondere des Lehrbuchs der Weltgeschichte für höhere Töchterschulen, das ab 1849 zahlreiche Auflagen erlebte.
Carl Wernicke war Freimaurer und als solcher Logenmeister der Loge zu den drei goldenen Schlüsseln zu Berlin sowie seit 1869 Ehrenmitglied der St. Johannis-Loge zu den drei Degen im Orient zu Halle.
Seine Söhne waren der Pfarrer und Kunsthistoriker Ernst Wernicke (1836–1913) und der Archäologe Konrad Wernicke (1862–1900).

## Veröffentlichungen
- Lehrbuch der Weltgeschichte für höhere Töchterschulen. Berlin 1849.
  - 22. Auflage Berlin 1878 (Digitalisat).
  - 34. Auflage Berlin 1909.
- Geschichte der Welt zunächst für das weibliche Geschlecht bearbeitet. 4 Bände, Berlin 1853–1857.
  - 6. Auflage Berlin 1881.
- Leitfaden für die biographische Vorstufe des Geschichtsunterrichts. Berlin 1867.
  - 2. Auflage Berlin 1870.
  - 12. Auflage, besorgt von Konrad Wernicke. Altenburg 1892 (Digitalisat).
  - 15. Auflage Altenburg 1903.